# Streesee
Der Streesee ist ein natürliches Gewässer auf dem Gebiet der Stadt Biesenthal im Brandenburger Landkreis Barnim. Er liegt etwa einen Kilometer südöstlich des Stadtzentrums an der Landesstraße 294, der Berliner Chaussee, und nahe der östlich verlaufenden Landesstraße 200, der ehemaligen Bundesstraße 2.
Der Streesee ist Bestandteil des 1999 ausgewiesenen Naturschutzgebietes Biesenthaler Becken und befindet sich an dessen nordöstlichem Rand. Sein Name geht auf das slawische Wort stresow für „Bucht“ zurück. Der während der Weichsel-Kaltzeit entstandene See hat eine Fläche von 12 Hektar und ist von Quell- und Verlandungsmooren sowie Kameshügeln umgeben. Westlich des Sees erstreckt sich eine offene Wiesenlandschaft, östlich von ihm wachsen Büsche und Erlenbestände.
Dem See wird durch Quellzuflüsse im Süden und Osten Wasser zugeführt. Sein Abfluss an der Westseite, das Pfauenfließ, das in einer Urkunde von 1567 noch als Stresow’sches Fließ bezeichnet wurde, mündet östlich des Regesesees in die 1,5 Kilometer entfernte Finow. Eine Sage über den Streesee erzählt von einem untergegangenen Dorf namens Stresow, das an der Stelle des Sees gelegen habe.